# Naevus fuscocaeruleus

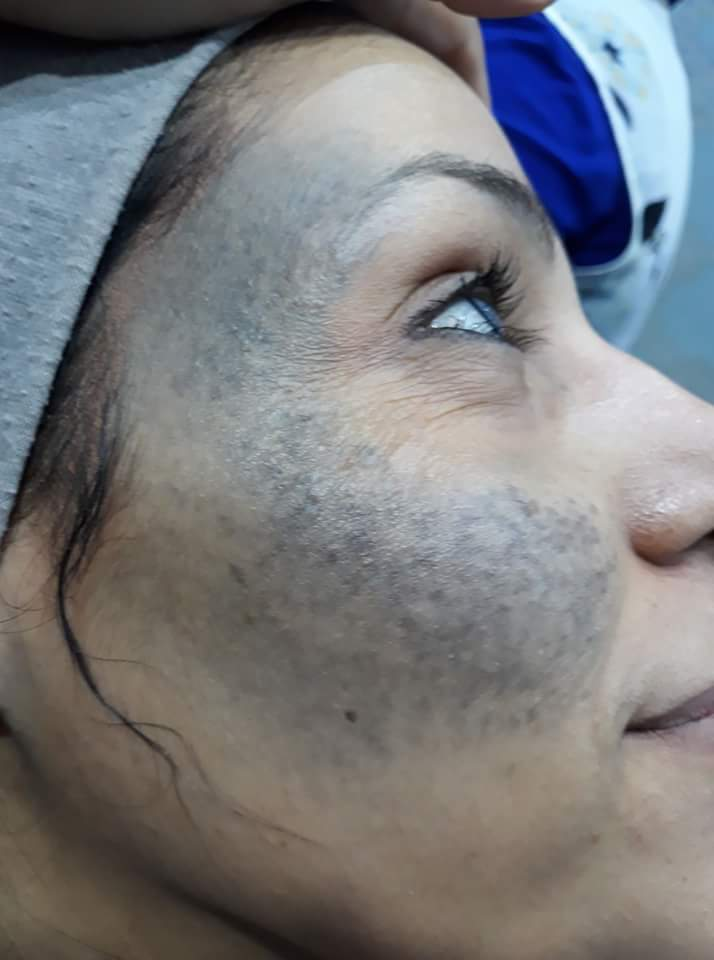
Nävus Ota

Naevus fuscocaeruleus ist der Überbegriff für zwei bestimmte Formen von gutartigen, dunkelblau pigmentierten, umschriebenen Fehlbildungen der Haut (dermale Pigmentnävi), die sich nur durch ihre Lokalisation voneinander unterscheiden. Der Nävus Ota befindet sich im Gesicht, während der Nävus Ito vor allem an der Schulter auftritt. Umgangssprachlich werden solche Hautveränderungen als „Muttermale“ bezeichnet.

## Epidemiologie und Geschichte
Häufiges Vorkommen bei Asiaten, gelegentlich auch bei dunkelhäutigen Menschen, selten jedoch bei Weißen. Der Nävus Ota (japanisch 太田母斑 Ōta bohan) wurde vom japanischen Dermatologen Masao Ota (1885–1945) im Jahre 1939 erstmals beschrieben. Er ist bei Frauen nahezu fünfmal häufiger als bei Männern. Der Nävus Ito wurde von Minor Ito 1954 erstmals publiziert.

## Klinik
Diese Art von Pigmentstörung zeigt sich als dunkelbläuliche bis bräunliche Hyperpigmentierung, die unscharf begrenzt und scheckig ist. Der ungewöhnliche, ins Bläuliche gehende Farbton entsteht durch ektopische Ansammlung von Melanozyten in der tiefen Dermis. Es kann auch zu Hypertrichose kommen.

### Nävus Ota
Im Fall des Nävus Ota ist meist das Versorgungsgebiet des ersten oder zweiten Trigeminus-Astes betroffen, also Stirn, Augenbereich, Wange, Gaumen. Auch die Konjunktiva und Sklera des Auges sowie der harte Gaumen und das Trommelfell können miteinbezogen werden. Die gelegentlich vermehrte Behaarung betrifft vor allem die Schläfenregion. Aufgrund seiner Lokalisation wird der Nävus Ota auch Naevus fuscocaeruleus ophthalmomaxillaris genannt.

### Nävus Ito
Beim Nävus Ito kommt es zu flächiger Hyperpigmentierung und Hypertrichose im Bereich der Schulter. Aufgrund seiner Lokalisation wird der Nävus Ito auch Naevus fuscocaeruleus acromiodeltoides bzw. deltoideoacromialis genannt.

## Verlauf und Prognose
Der Nävus Ota ist entweder schon bei der Geburt vorhanden oder entwickelt sich erst im Lauf der Pubertät. Im Gegensatz zum Mongolenfleck bleibt er ein Leben lang bestehen und kann sehr entstellend sein. Eine wirksame Therapieoption ist die Laserbehandlung.
Es besteht die Möglichkeit der malignen Entartung in ein malignes Melanom, was jedoch sehr selten ist.